# Melska biskupija
Biskupija Melo (lat. Dioecesis Melensis, špa. Diócesis de Melo) je urugvajska dijeceza Katoličke Crkve u Urugvaju sa sjedištem u gradu Melu i pod upravom Montevidejske nadbiskupije i njezinog nadbiskupa i kardinala Daniela Sturle. 
Izvorno je osnovana 14. travnja 1897. da bi bila 11. kolovoza 1931. uključena u biskupiju Florida-Melo. Biskupija je ustanovljena 15. studenog 1955. kada je izdvojena iz bivše biskupije Florida-Melo. Iz biskupije se 25. lipnja 1960. izdvojila biskupija Minas. Biskupija trenutno ima 16 župa. Dužnost biskupa obnaša Heriberto Andrés Bodeant Fernández, koji je imenovan 2009. godine.

## Biskupi
- José Maria Cavallero (20. prosinca 1955. – 9. srpnja 1960.)
- Orestes Santiago Nuti Sanguinetti, S.D.B. (9. srpnja 1960. – 2. siječnja 1962.)
- Roberto Reinaldo Cáceres González (2. siječnja 1962. – 23. travnja 1996.)
- Nicolás Cotugno Fanizzi, S.D.B. (13. lipnja 1996. – 4. prosinca 1998.)
- Luis del Castillo Estrada, S.J. (21. prosinca 1999. – 13. lipnja 2009.)
- Heriberto Andrés Bodeant Fernández (13. lipnja 2009. - trenutačan)